# Korskirke
Korskirke kaldes enhver kirke, som er bygget i korsform, altså forsynet med tværskibe. Ofte kan korsformen være fremkommet ved senere tilbygninger til den oprindelige kirke. Det bygningsafsnit eller hvælvingsfag, hvori alle fire korsarme mødes, kaldes korsskæringen.
| Arkitektur | Spire Denne arkitekturartikel er en spire som bør udbygges. Du er velkommen til at hjælpe Wikipedia ved at udvide den. |